# Dippach
Dippach (luxembourgsk: Dippech) er en kommune og et byområde i storhertugdømmet Luxembourg. Kommunen, som har et areal på 17,42 km², ligger i kantonen Capellen i distriktet Luxembourg. I 2005 havde kommunen 3.360 indbyggere.
49°35′15″N 5°59′00″Ø / 49.5875°N 5.9833°Ø